# Алкоголіз
Алкого́ліз — це загальна назва для групи обмінних реакцій між різними органічними сполуками (наприклад, епоксидами, ангідридами чи галогенангідридами карбонових кислот) і спиртами. Алкоголіз з участю метанолу називають метанолізом, а з участю етанолу — етанолізом і т.д.
Алкоголіз, як і гідроліз та амоноліз, протікає за механізмом нуклеофільного заміщення, тобто являє собою окремий випадок сольволізу.

## Приклади
Приклади метанолізу:
- взаємодія з окисом етилену із утворенням монометилетиленгліколю:

- взаємодія з ангідридом бурштинової кислоти:

Приклади етанолізу:
- реакція між ацетилхлоридом й етанолом з утворенням етилацетату:

CH3COCl + C2H5OH → CH3COOC2H5 + HCl
- перетворення ціанооцтової кислоти (нітрилу малоновой кислоти) в діетиловий естер малонової кислоти.

CNCH2COOH + C2H5OH → C2H5OCOCH2COOC2H5 + NH3
До алкоголізу відноситься також переетерифікація складних ефірів під дією надлишку спирту:
CH3COOCH3 + C3H7OH → CH3COOC3H7 + CH3OH